# Daihatsu Compagno
El Daihatsu Compagno (ダイハツ・コンパーノ, Daihatsu Konpâno) és un model d'automòbil produït pel fabricant d'automòbils japonés Daihatsu entre els anys 1963 i 1970. Dissenyat per Vignale amb una varietat de carrosseries, el Compagno oferia una berlina de dos o quatre portes, una camioneta, un familiar de tres portes i un descapotable. El nom del model vol dir "company" en italià i fou el primer automòbil de la marca en dur el logotip de la "D".

## Història

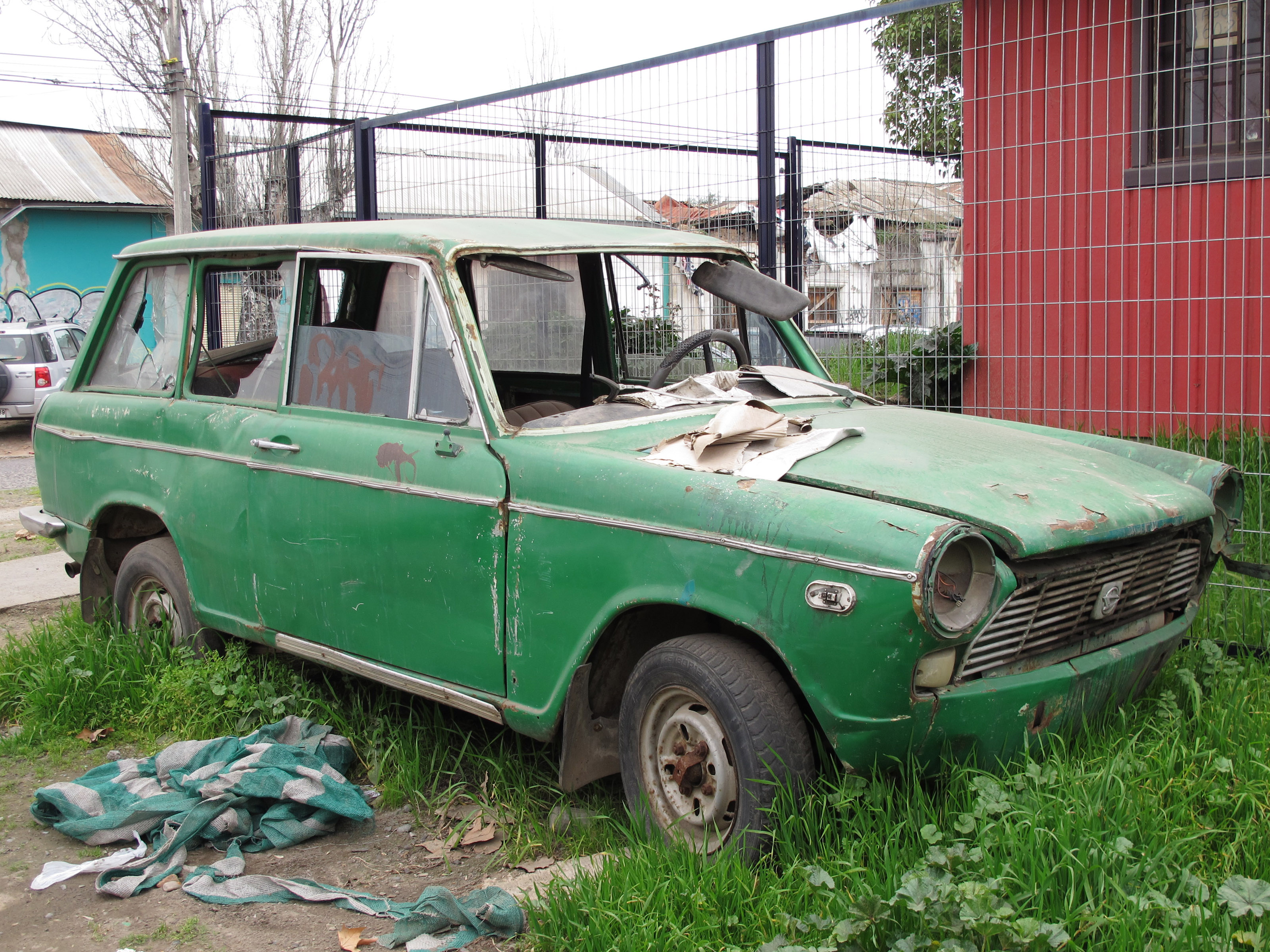
Compagno Van/Wagon

El primer prototip del Compagno fou presentat al Saló de l'Automòbil de Tòquio de 1961 amb una línia estètica diferent, més semblant a la del SEAT 1500. El model inicià la seva comercialització l'abril de 1963 amb la introducció de la carrosseria furgoneta/familiar o light van (F30V) amb dos graus d'equipament: Standard i Deluxe i un preu de sortida de 470.000 iens. Dos mesos després, el juny, sortí al mercat el Compagno Wagon (F30), amb una carrosseria idèntica a la del Van però orientada als passatgers amb una mica més de confort i un preu de sortida de 570.000 iens (un 20% més que la comercial); també disposava de dos graus d'equipament: Standard i Deluxe. Aquesta variant pot considerar-se el primer automòbil per a passatgers de Daihatsu, ja que abans només havien produït vehicles comercials i de treball.

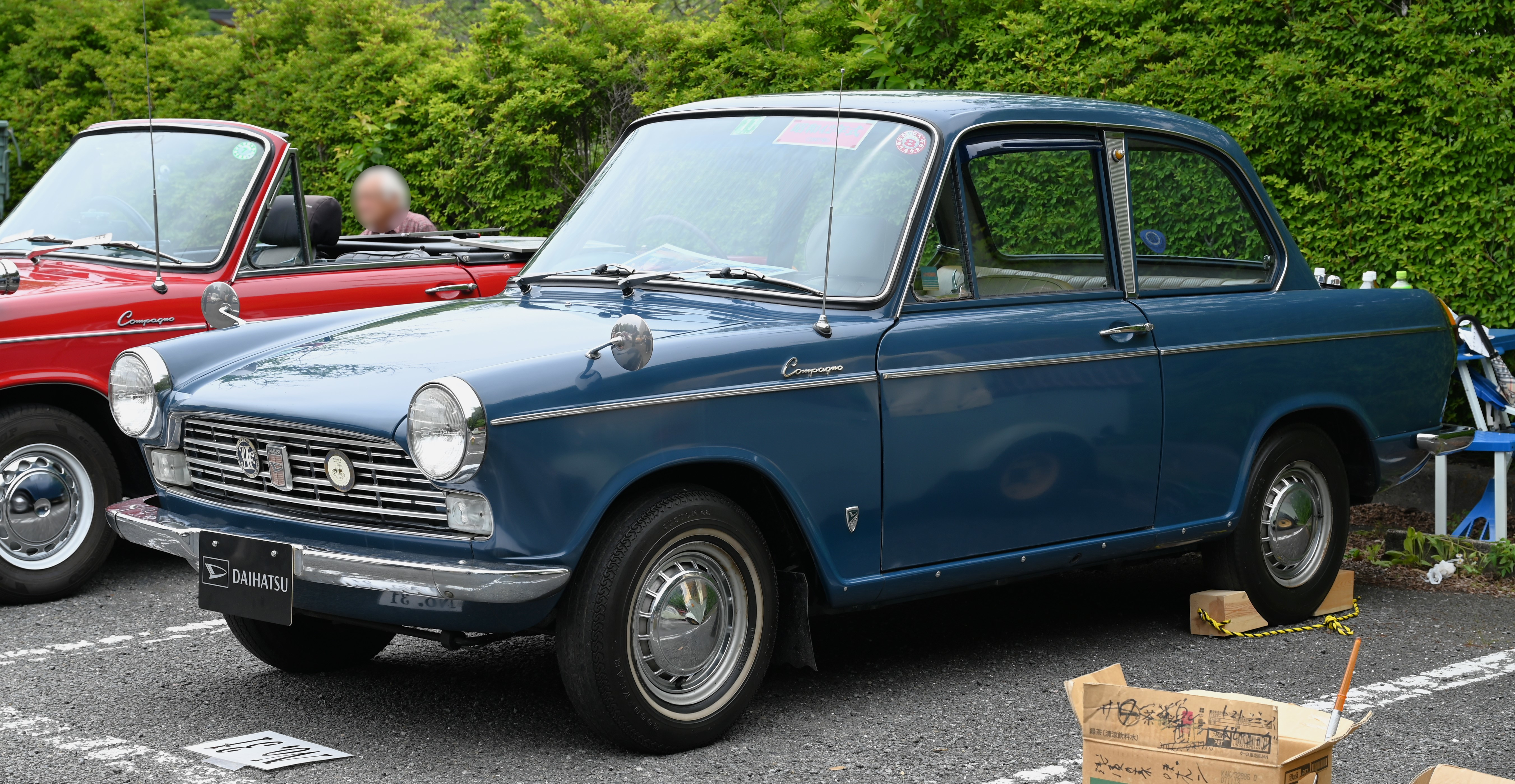
Compagno Berlina 2P (1967-1969)

El novembre de 1963 sortí la carrosseria berlina de dues portes (F40), dissenyada enterament al Japó, amb un preu de 468.000 iens en la versió Standard i 548.000 iens en la Deluxe; aquesta última versió comptava amb un panell de comandaments d'estil italià en fusta i un volant Nardi de tres radis. Per a celebrar els Jocs Olímpics d'Estiu de 1964 i com a acte publicitari, Daihatsu va fer que dos Compagno recorreren 18.000 quilòmetres entre Olímpia i Tòquio en tres mesos. Inicialment, la berlina de dues portes equipava el mateix motor de 800 centímetres cúbics (cc) i 41 cavalls dels Compagno Light Van i Wagon.

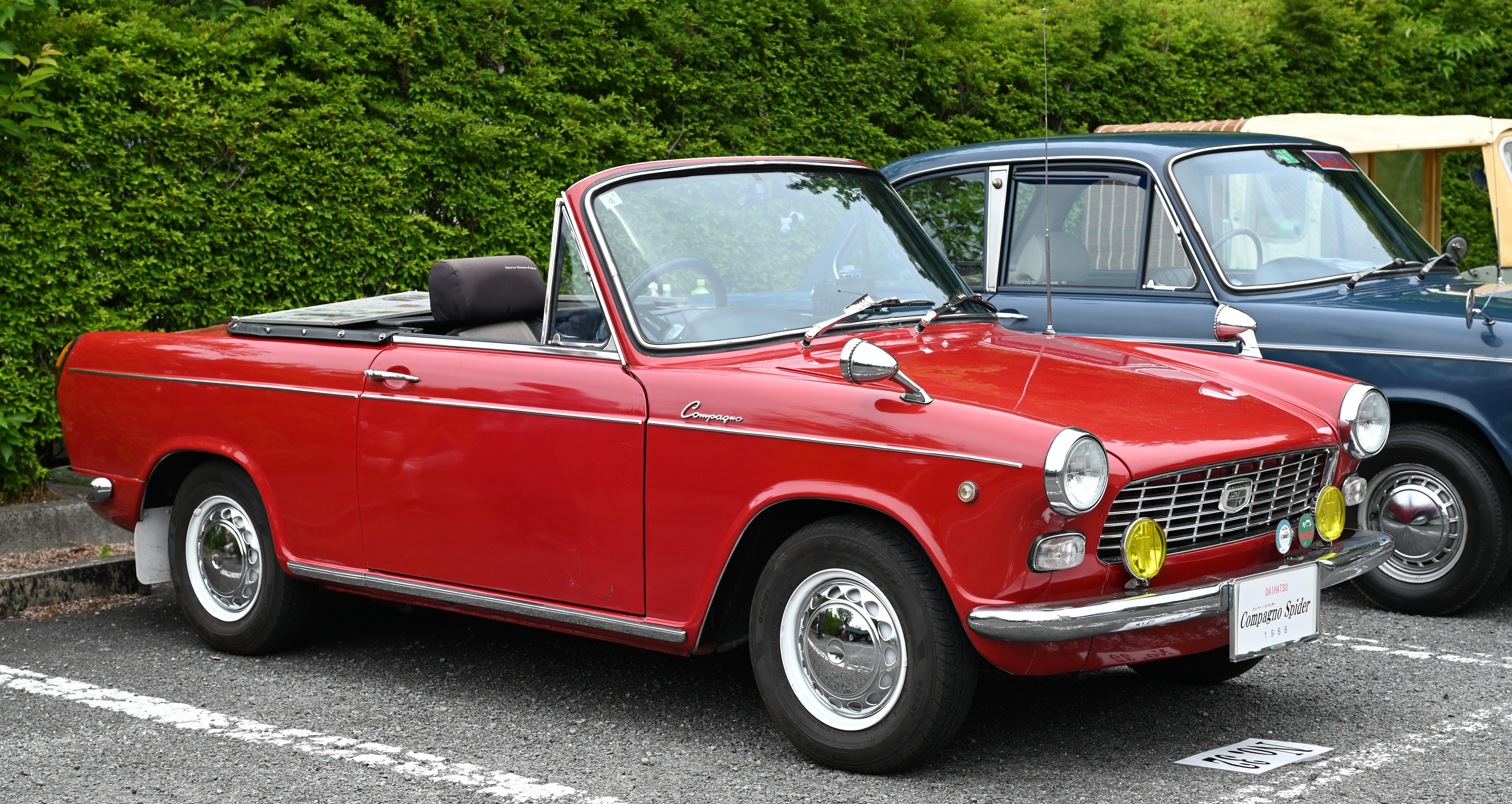
Compagno Spider (1965-1967)

L'abril de 1965 aparegué la versió Spider o descapotable, introduïnt en la gama un nou motor més potent de 1.000 cc. El nou motor, en no sobrepassar els 1000cc, tenia excencions fiscals al Japó. L'Spider va rebre un carburador doble produïnt 65 cv. Un mes més tard aquest nou motor fou instal·lat en la Berlina i un nou model, una berlina de quatre portes només amb el motor de 1000cc, fou afegit a la gama; el nou model berlina quatre portes era 60 mil·límetres més llarg i equipava un únic carburador que produïa 55 cv.

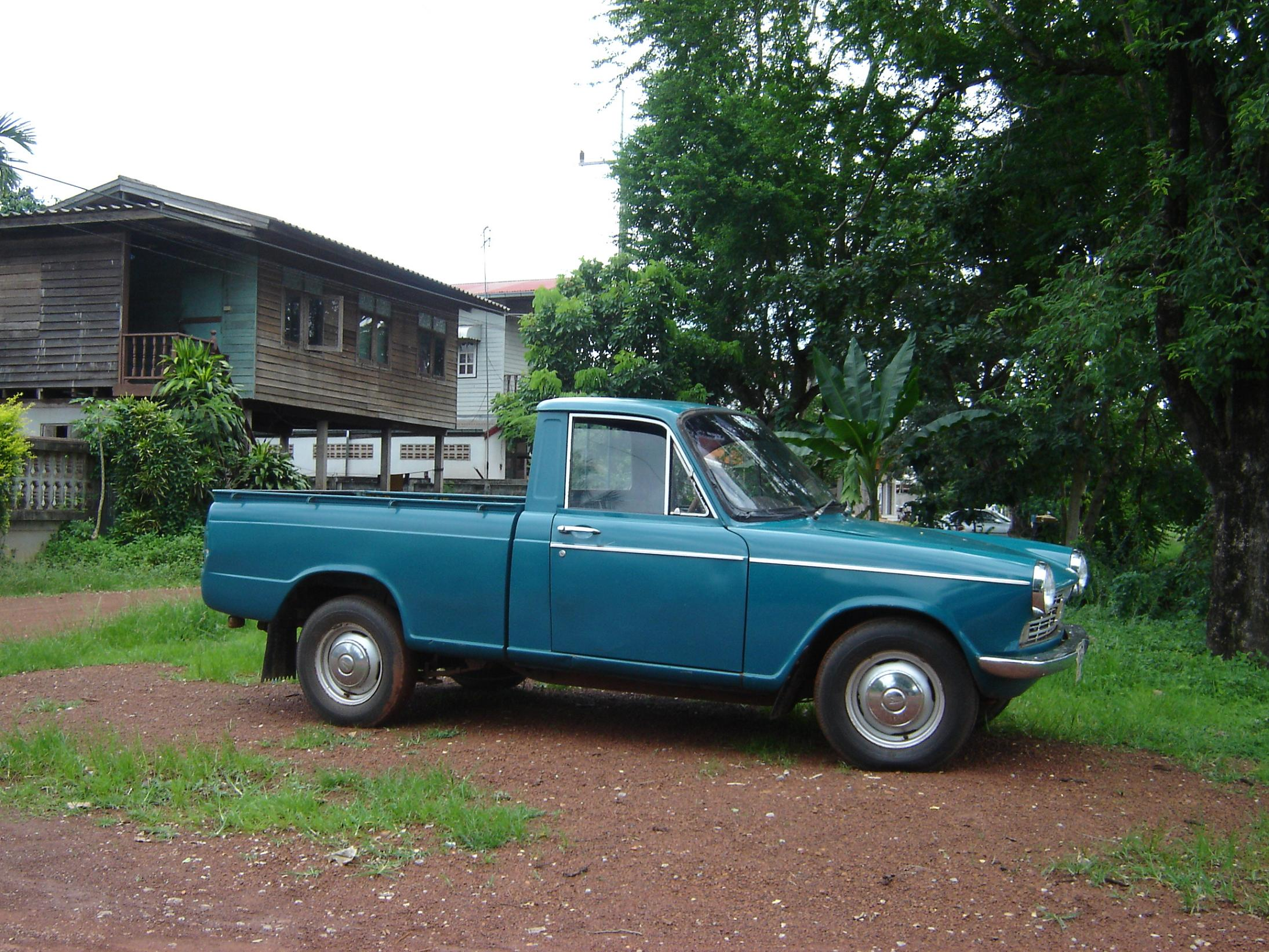
Compagno Truck

L'octubre de 1965 aparegué l'última incorporació a la gama Compagno: el Truck (F31P); una camioneta amb una capacitat de càrrega de 500kg i la motorització de 1000cc i 55cv. De fet, els motors de 800cc de mica en mica començaren a ser instal·lats només a les versions més econòmiques del model, ja que els motors de 1000cc anaven guanyant popularitat. El novembre sortí al mercat el Compagno 1000 GT, una versió consistent en una carrosseria berlina dues portes equipada amb la motorització de l'Spider.
L'abril de 1967 fou introduïda una transmissió automàtica de dues velocitats. Al mes següent el model va rebre una sèrie de modificacions: nous fars davanters i darrers i nova graella frontal; safegí el nou grau d'equipament Super Deluxe a la berlina quatre portes i l'Spider i el GT guanyaren frens de disc davanters, estrenant aquest últim injecció de combustible. L'abril de 1968 la graella frontal tornà a ser alterada, amb detalls en negre per als Spider i GT; per la seva banda, el grau Super Deluxe guanyà més detalls cromats a la part del darrere.

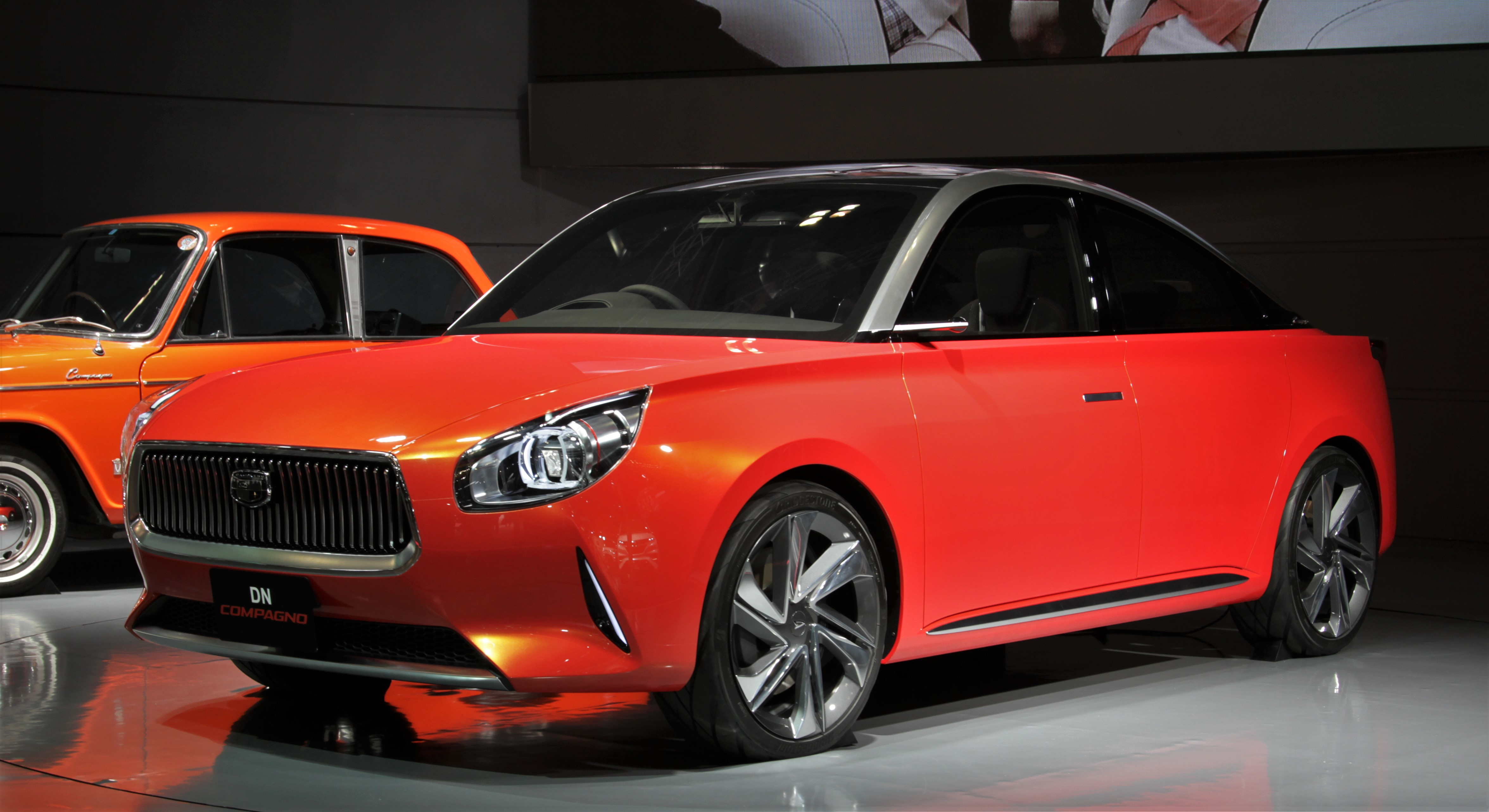
Daihatsu DN Compagno (2017)

L'abril de 1969 aparegué el seuccessor del Compagno: el Daihatsu Consorte, un model basat en la carrosseria del Toyota Publica (KP30) amb el motor de 1000cc del Compagno. Immediatament finalitzà la producció de les carrosseries berlina de dues portes, furgoneta i camioneta del Compagno, tot i que la berlina de quatre portes continuà en el mercat fins a gener de 1970. El Daihatsu Compagno fou un dels primers automòbils japonesos exportats, comercialitzant-se en països com ara el Regne Unit, Austràlia, Sud-àfrica o Portugal entre d'altres. Durant els anys de producció del model, entre 1963 i 1970, es produiren prop de 120.000 unitats. Posteriorment, en el Saló de l'Automòbil de Tòquio de 2017, Daihatsu presentà el prototip DN Compagno, inspirat en el model històric; segons la marca, enfocaren el prototip cap els "sèniors actius" amb prioritat cap el confort dels seients davanters en combinació amb un interior d'alta qualitat.

## Especificacions tècniques

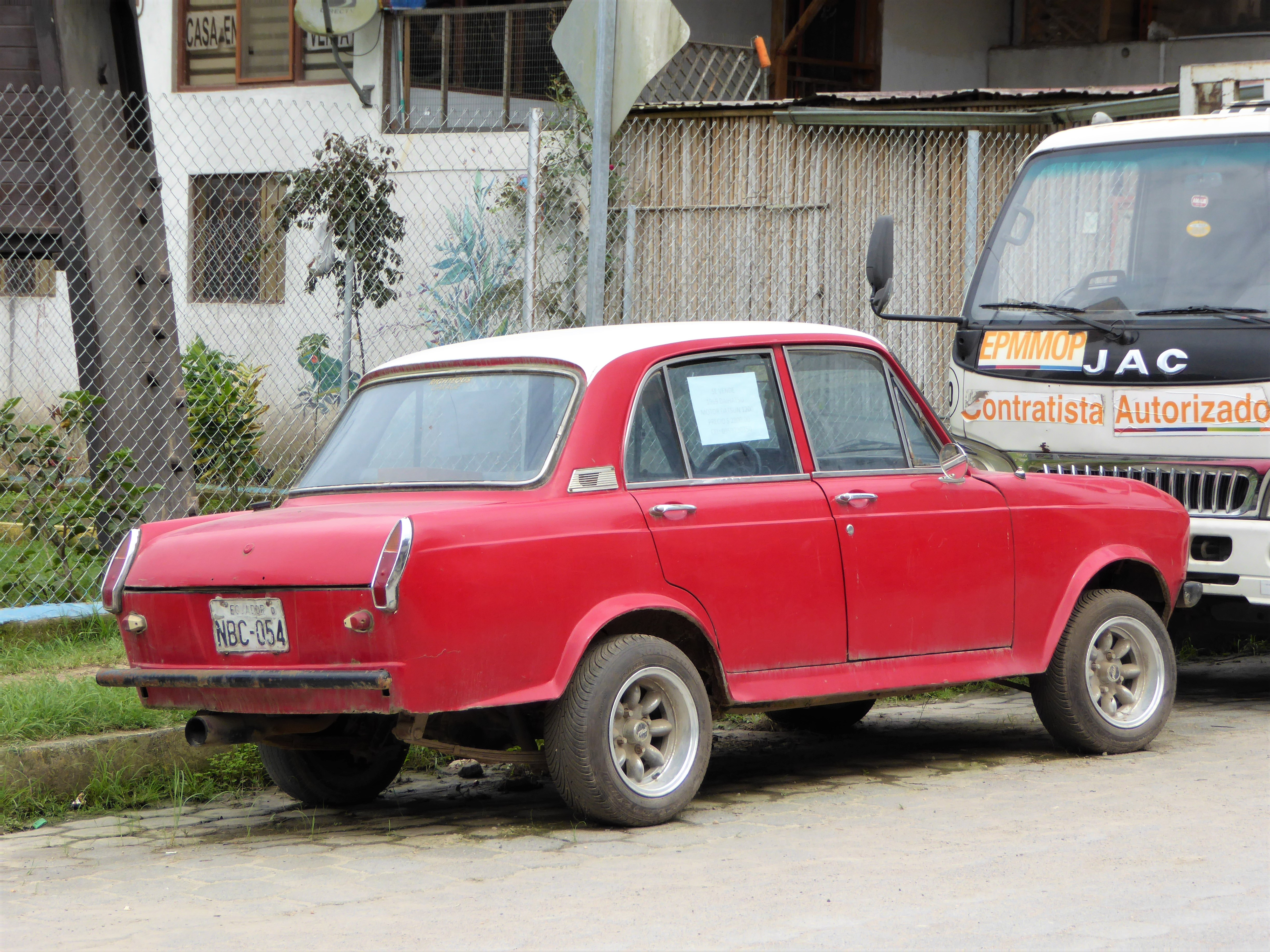
Compagno Berlina 4 portes

| Nom        | Motor     | Potència       | Codi    | Anys      | Graus                                     |
| ---------- | --------- | -------------- | ------- | --------- | ----------------------------------------- |
| Light Van  | 0.8L      | 41cv           | F30V    | 1963-1969 | Standard, Deluxe                          |
| Wagon      | 0.8L      | 41cv           | F30     | 1963-1969 | Standard, Deluxe                          |
| Berlina 2P | 0.8L 1.0L | 41cv 55cv 65cv | F40 F41 | 1963-1969 | Standard, Deluxe Standard, Deluxe 1000 GT |
| Spider     | 1.0L      | 65cv           | F40K    | 1965-1969 |                                           |
| Berlina 4P | 1.0L      | 55cv           | F31     | 1965-1970 | Standard, Deluxe, Super Deluxe            |
| Truck      | 1.0L      | 55cv           | F31P    | 1965-1969 | Standard                                  |